# Četkica
Četkica su elektrode koje čini spoj između nepokretnih žica, i pokretnih dijelova električnog stroja, najčešće osovina. U početku su pravljene od snopa bakrenih ili mjedenih žica, potom tijelo pravokutnog ili kružnog presjeka od prirodnog ili sintetskog grafita, a rijetko od metala. 
Četkica je oprugom pritisnuta da klizi po rotirajućoj elektrodi (kolektor ili komutator), zbog čega se haba (troši), pa ju je nakon nekog vremena potrebno zamijeniti. Na mjestu dodira četkice i pokretne elektrode, osobito pri slabijem prianjanju, preskaču električne iskre. One oštećuju elektrode i izvor su visokofrekventnih struja, a to znači i električnih smetnji na okolnim komunikacijskim i sličnim uređajima. Zato se u strujni krug četkica stavljaju kondenzatori koji gotovo kratko spajaju visokofrekventne električne struje i tako ih uklanjaju.